# Saint Tujan
Saint Tujan ou saint Tugen est un saint breton semi-légendaire de l'Armorique, ayant vécu au Ve siècle.

## Hagiographie
Fils d'Arastagn, seigneur de Cornouaille, qui aurait vécu au château de Kerraouré entre Hanvec et Irvillac, saint Tujan aurait été choisi par saint Jaoua pour lui succéder comme recteur de Brasparts. Il est généralement représenté en moine, avec la crosse abbatiale, ayant à ses pieds un chien car il est invoqué pour la préservation ou la guérison de la rage et une longue clef pend à son côté droit. Jadis, les papes avaient coutume d'envoyer aux notables qu'ils voulaient honorer, des clefs d'or qui se portaient suspendues au cou. Elles étaient considérées comme des reliques.

## Ses traces dans la Bretagne actuelle

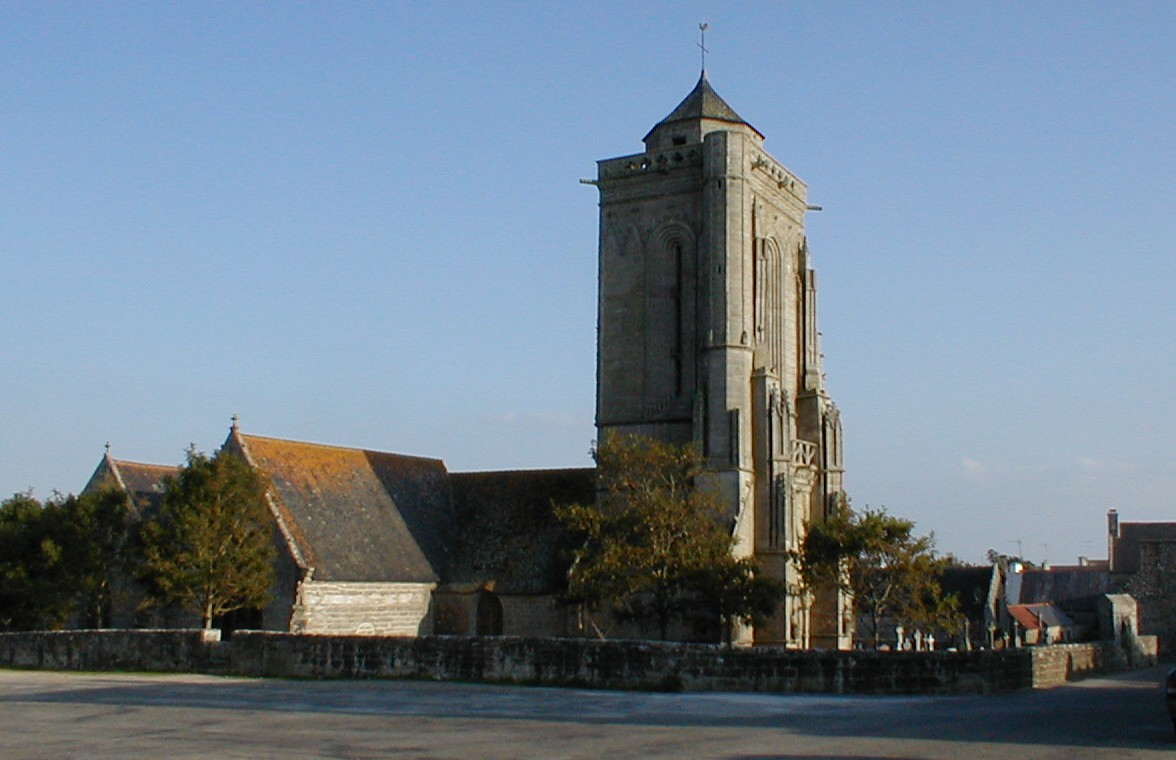
Chapelle Saint Tugen à Primelin.

- La commune de Landujan (Ille-et-Vilaine) lui doit son nom.
- Lieu-dit Saint-Hugeon à Lannion (Côtes d'Armor).
- Le lieu dit Saint-Tugen en Primelin (Finistère) et la chapelle Saint-Tugen.
- Saint Tujan est le saint patron de la paroisse de Brasparts (Finistère)
- Des statues de saint Tujan existent à Bannalec, Landerneau (calvaire), Saint-Nic, Plogonnec, Cast, Landunvez, Kernilis, Argol, Saint-Éloy, Guiscriff, Landudal, Confort-Meilars, dans la chapelle Saint-Démet de Plozévet ainsi que dans la chapelle Saint-Corentin à Briec.

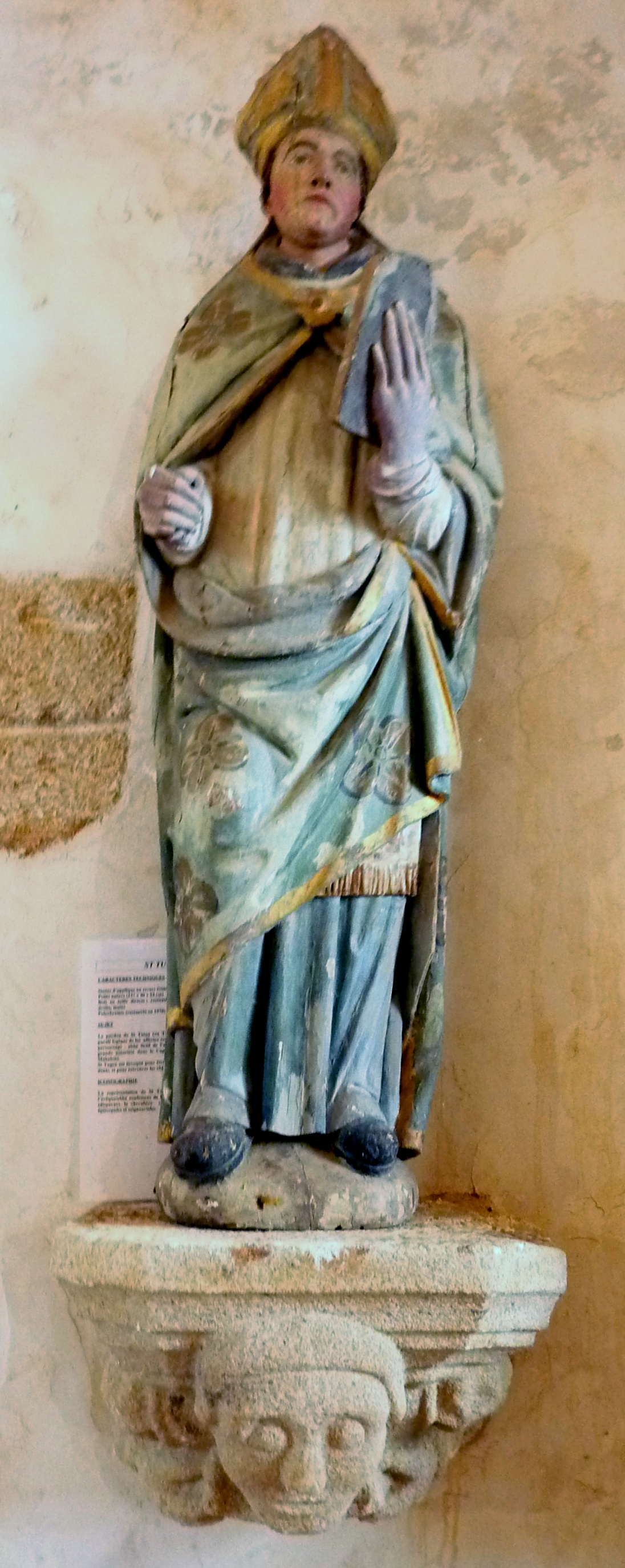
Chapelle Saint-Démet de Plozévet, statue de saint Tugen (probablement).

Le clergé tenta à partir du XVIIe siècle de substituer le culte de saint Eugène à celui de saint Tugen, en profitant de la proximité des noms.